# Lespesia schizurae
Lespesia schizurae là một loài ruồi trong họ Tachinidae.